# Ultratrella
Ultratrella is een geslacht van rechtvleugeligen uit de familie krekels (Gryllidae). De wetenschappelijke naam van dit geslacht is voor het eerst geldig gepubliceerd in 2004 door Gorochov.

## Soorten
Het geslacht Ultratrella  is monotypisch en omvat slechts de volgende soort:
- Ultratrella gracilis (Gorochov, 2004)